# Triepeolus sequior
Triepeolus sequior är en biart som beskrevs av Cockerell 1921. Triepeolus sequior ingår i släktet Triepeolus och familjen långtungebin. Inga underarter finns listade i Catalogue of Life.